# Комерцијална банка Кеније (Јужни Судан)
Комерцијална банка Кеније (енгл. Kenya Commercial Bank) је једна од пет лиценцираних банака у Јужном Судану. Основана је 2005. године са седиштем у главном граду Џуби. Председник банке је Петер Мутока. Бави се одобравањем кредита, страном разменом и чувањем новца. Банка је чланица „КЦБ групе“ са седиштем у Најробију у Кенији која послује у шест држава источне Африке.